# Maxwellovo–Boltzmannovo rozdělení

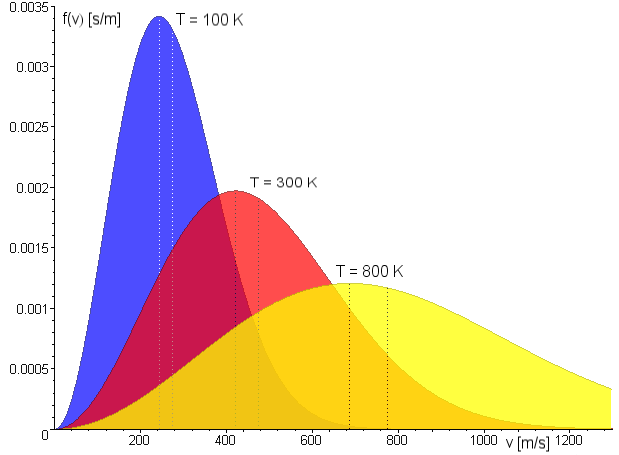
Maxwellovo–Boltzmannovo rozdělení

Maxwellovo–Boltzmannovo rozdělení popisuje ve statistické fyzice systémy složené z klasických rozlišitelných částic, tedy systémy, u kterých není nutno uvažovat kvantování fázového prostoru a spinovou závislost statistiky. Maxwellovým–Boltzmannovým rozdělením se řídí například molekuly.
Rozdělení je nazváno podle fyziků J. C. Maxwella a L. Boltzmanna, kteří zavedli statistický popis plynů jako systémů mnoha molekul a vypočetli rozdělení jejich rychlostí a energií.

## Rozdělovací funkce
Rozdělovací funkce fMB(E) určuje střední počet částic ve stavu s energií E:
{\displaystyle f_{MB}(E)={\frac {1}{\exp[(E-\mu )/(k_{B}T)]}}}
kde:
E je energie
kB je Boltzmannova konstanta
T je termodynamická teplota
μ je chemický potenciál
Maxwellovo–Boltzmannovo rozdělení platí pro energie {\displaystyle E-\mu \gg k_{B}T}, kde se neprojevují kvantové efekty. Pro nízké energie je potřeba použít Boseho–Einsteinovo rozdělení pro bosony a Fermiho–Diracovo rozdělení pro fermiony.